# Helleborus purpurascens
Helleborus purpurascens är en ranunkelväxtart som beskrevs av Franz de Paula Adam von Waldstein-Wartemberg och Kit.. Helleborus purpurascens ingår i släktet julrosor, och familjen ranunkelväxter. Inga underarter finns listade i Catalogue of Life.

## Bildgalleri

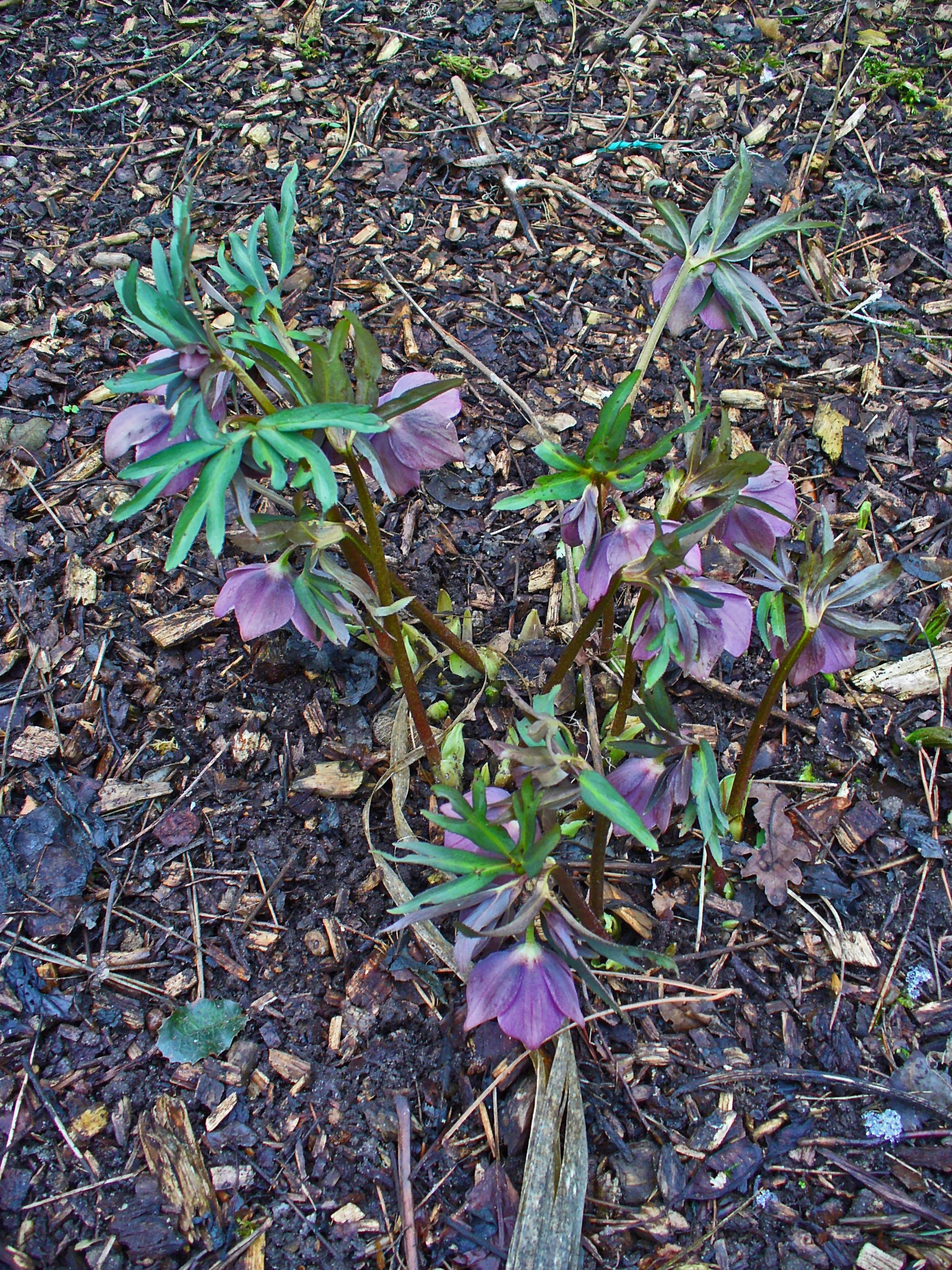
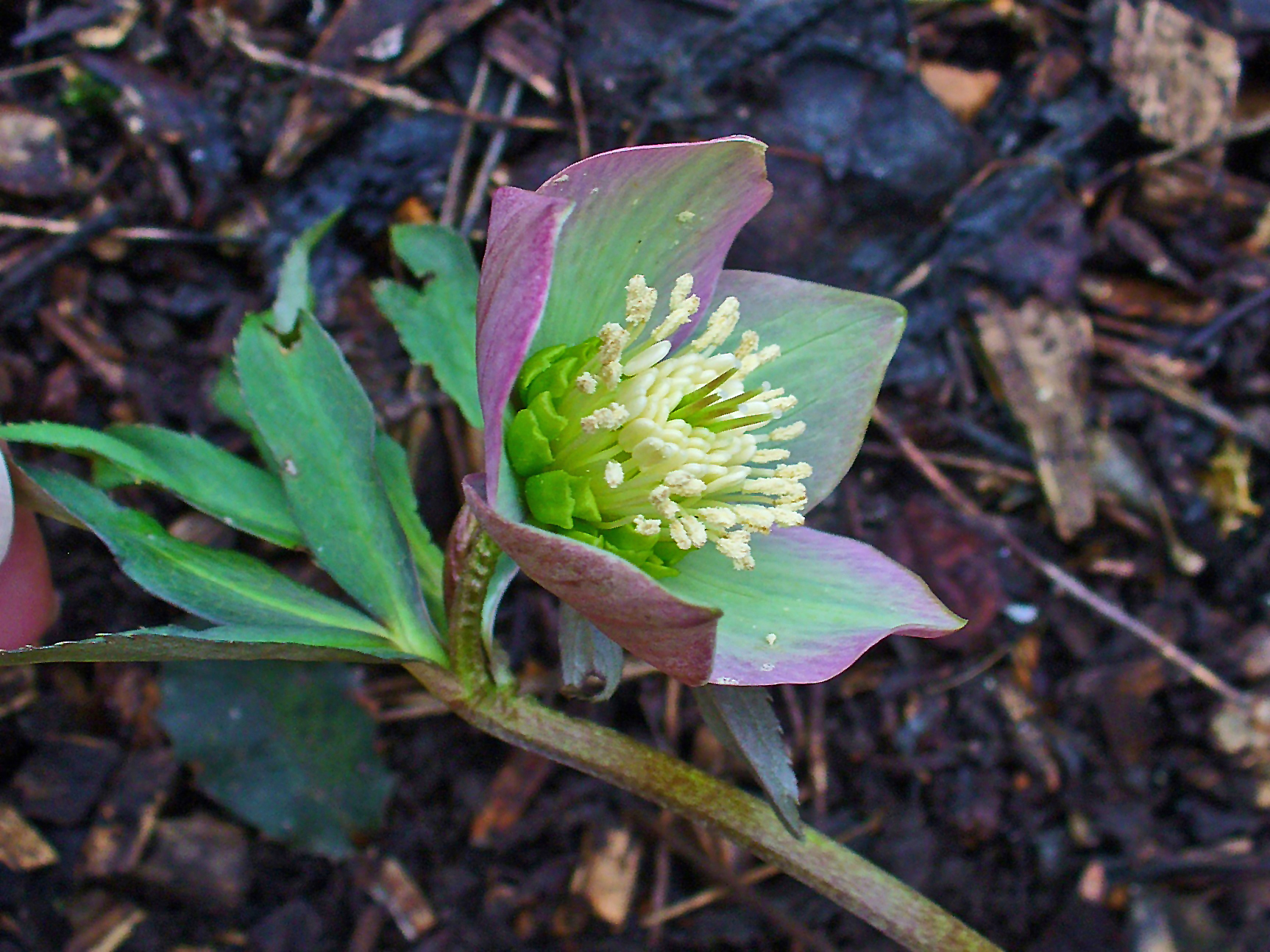
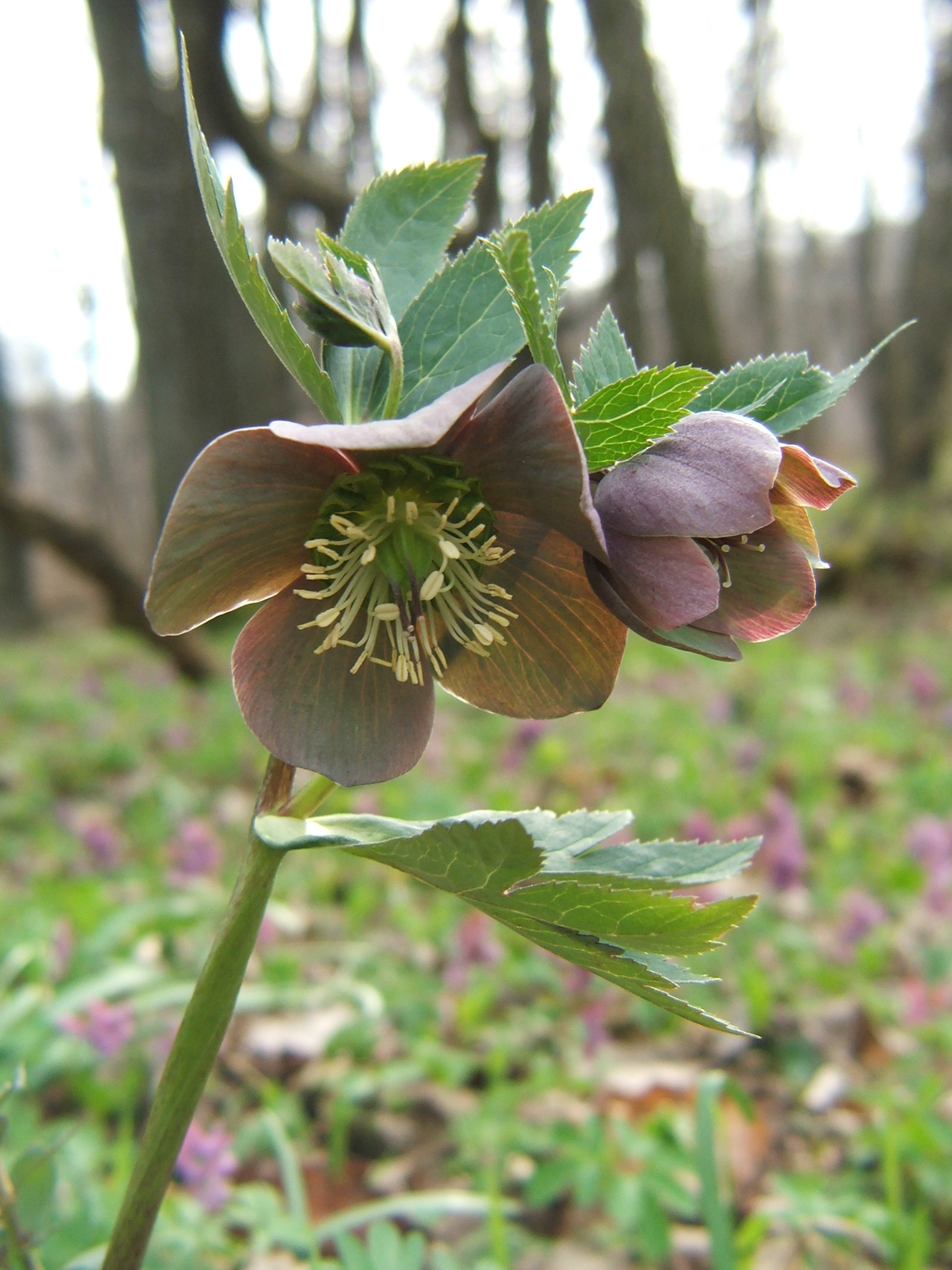
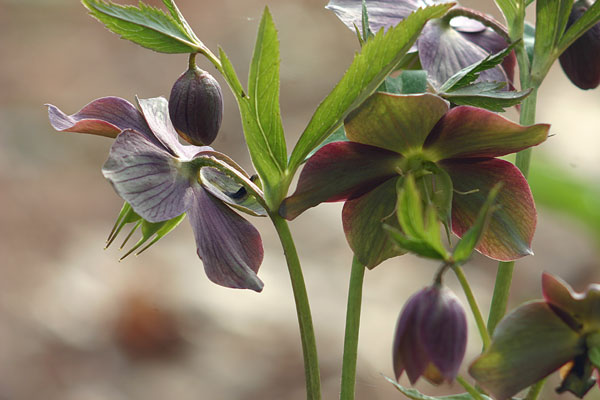